# Sternula
Sternula là một chi chim trong họ Laridae.

## Các loài
- Sternula antillarum
- Sternula antillarum
- Sternula balaenarum
- Sternula lorata
- Sternula nereis
- Sternula saundersi
- Sternula superciliaris